# 玉渓駅 (雲南省)
玉渓駅（ぎょくけいえき/簡体字: 玉溪站）は、中華人民共和国雲南省玉渓市紅塔区に位置する鉄道駅である。中国国鉄昆明鉄路局が管轄する昆玉河線の駅であり、玉磨線の始発駅である。
昆玉線の新線（昆陽駅 - 玉渓南駅）への切り替えに伴い、1993年開業の旧駅から2016年12月15日に機能を引き継いだ。計画段階では玉渓西駅と呼ばれていた。